# Heilprin Gletscher
Heilprin Gletscher är en glaciär i Grönland (Kungariket Danmark).   Den ligger i kommunen Qaasuitsup, i den nordvästra delen av Grönland, 1 600 km norr om huvudstaden Nuuk. Heilprin Gletscher ligger 441 meter över havet.
Terrängen runt Heilprin Gletscher är kuperad västerut, men österut är den platt.  Trakten runt Heilprin Gletscher är nära nog obefolkad, med mindre än två invånare per kvadratkilometer. Det finns inga samhällen i närheten. Trakten runt Heilprin Gletscher är permanent täckt av is och snö.